# Nati nel 1704
| Questa pagina contiene informazioni ricavate automaticamente dalle voci biografiche con l'ausilio del template Bio e di un bot. L'aggiornamento è periodico e automatico e ricostruisce completamente la pagina. Se manca una persona in questa lista, sei pregato di non aggiungerla, ma accertati piuttosto che la sua voce biografica contenga il template Bio e che i dati anagrafici siano correttamente compilati. Se il template Bio manca, inseriscilo tu stesso o, in alternativa, metti l'avviso {{tmp\|Bio}} che ne segnala la mancanza. Se i dati riportati sono sbagliati, correggi direttamente la voce biografica; le modifiche saranno visibili in questa lista entro pochi giorni. Per chiarimenti vedi il progetto biografie. La lista contiene solo le 96 persone che sono citate nell'enciclopedia e per le quali è stato implementato correttamente il template Bio. Pagina aggiornata al 7 gen 2025. |

## Gennaio(6)
- 1º gennaio - Thomas Newton, scrittore e biblista inglese († 1782)
- 6 gennaio - Maria Lanceata Morelli, monaca cristiana italiana († 1762)
- 14 gennaio - Giovanni Domenico Barbieri, architetto svizzero († 1764)
- 15 gennaio - Mauro Soderini, pittore italiano
- 28 gennaio - Luigi di Lorena, principe († 1711)
- 29 gennaio - Francesco Appiani, pittore italiano († 1792)

## Febbraio(8)
- 5 febbraio - Anna Cristina di Sulzbach, principessa francese († 1723)
- 9 febbraio - Pierre-François-Xavier de Reboul de Lambert, vescovo cattolico francese († 1791)
- 12 febbraio - Charles Pinot Duclos, scrittore e storico francese († 1772)
- 14 febbraio - Ivan Ivanovič Beckoj, educatore russo († 1795)
- 15 febbraio - Jean-Baptiste Lemoyne, scultore e pittore francese († 1778)
- 17 febbraio - Giovanni Augusto di Sassonia-Gotha-Altenburg, militare tedesco († 1767)
- 28 febbraio - Louis Godin, astronomo francese († 1760)
- 28 febbraio - Hans Hermann von Katte, militare prussiano († 1730)

## Marzo(4)
- 7 marzo - Alfonso Sozy Carafa, vescovo cattolico italiano († 1783)
- 10 marzo - Giovanni Cristiano II di Eggenberg, nobile boemo († 1717)
- 19 marzo - Francesco Gaetano Incontri, arcivescovo cattolico italiano († 1781)
- 21 marzo - Alessandro Ferdinando di Thurn und Taxis, principe († 1773)

## Aprile(3)
- 1º aprile - Amalie von Wallmoden, nobildonna tedesca († 1765)
- 16 aprile - Girolamo Palermo, arcivescovo cattolico italiano († 1777)
- 17 aprile - Andrija Kačić Miošić, poeta, scrittore e presbitero croato († 1760)

## Maggio(5)
- 3 maggio - Francesco Antonio Gonzaga, nobile italiano († 1750)
- 7 maggio - Carl Heinrich Graun, compositore e tenore tedesco († 1759)
- 11 maggio - Francesco Testa, arcivescovo cattolico, teologo e giurista italiano († 1773)
- 19 maggio - Federico Sanvitale, matematico e gesuita italiano († 1761)
- 25 maggio - Jan Geernaert, scultore fiammingo († 1777)

## Giugno(5)
- 11 giugno - Carlos Seixas, compositore e organista portoghese († 1742)
- 17 giugno - John Kay, inventore inglese († 1780)
- 21 giugno - Tommaso Perelli, astronomo italiano († 1783)
- 22 giugno - John Taylor, letterato e filologo classico inglese († 1766)
- 24 giugno - Jean-Baptiste Boyer d'Argens, scrittore e filosofo francese († 1771)

## Luglio(4)
- 6 luglio - Thomas Lyon, VIII conte di Strathmore e Kinghorne, nobile britannico († 1753)
- 7 luglio - Ignazio Roero Sanseverino, vescovo cattolico italiano († 1756)
- 27 luglio - Johann Joseph von Trautson, cardinale austriaco († 1757)
- 31 luglio - Gabriel Cramer, matematico svizzero († 1752)

## Agosto(11)
- 1º agosto - Niccolò Piccinni, giurista e poeta italiano († 1768)
- 9 agosto - Lorenzo Bernardino Pinto, architetto italiano († 1788)
- 11 agosto - James Miller, sceneggiatore, poeta e librettista inglese († 1744)
- 11 agosto - Louise de Rohan, nobile francese († 1780)
- 12 agosto - Carolina di Nassau-Saarbrücken, contessa tedesca († 1774)
- 13 agosto - Lorenzo Fago, compositore e organista italiano († 1793)
- 13 agosto - Alexis Fontaine des Bertins, matematico francese († 1771)
- 14 agosto - Cristina Antonia Somis, cantante italiana († 1785)
- 19 agosto - Bernardo Antonio Vittone, architetto italiano († 1770)
- 26 agosto - Anton Ludovico Antinori, arcivescovo cattolico, storico e epigrafista italiano († 1778)
- 26 agosto - Pierre Lenfant, pittore e disegnatore francese († 1787)

## Settembre(11)
- 3 settembre - Giovanni Battista Costanzi, compositore e violoncellista italiano († 1778)
- 3 settembre - Joseph de Jussieu, botanico francese († 1779)
- 5 settembre - Maurice Quentin de La Tour, pittore francese († 1788)
- 7 settembre - Donato Del Piano, organaro e presbitero italiano († 1785)
- 7 settembre - John Hope, II conte di Hopetoun, nobile scozzese († 1781)
- 12 settembre - Stephen Fox-Strangways, I conte di Ilchester, nobile e politico inglese († 1776)
- 16 settembre - Louis de Jaucourt, medico e enciclopedista francese († 1779)
- 22 settembre - Fatma Sultan, principessa ottomana († 1733)
- 24 settembre - Carlo Augusto Federico di Waldeck e Pyrmont, principe tedesco († 1763)
- 28 settembre - Maria Caterina Negri, contralto italiano
- 29 settembre - Johann Friedrich Cartheuser, medico e naturalista tedesco († 1777)

## Ottobre(3)
- 2 ottobre - František Ignác Antonín Tůma, compositore ceco († 1774)
- 14 ottobre - Giuseppe Maria Vaccari, organista e compositore italiano († 1766)
- 29 ottobre - John Byng, ammiraglio inglese († 1757)

## Novembre(6)
- 8 novembre - Pietro Paolo Operti, pittore italiano († 1793)
- 10 novembre - Augusta di Baden-Baden, principessa tedesca († 1726)
- 10 novembre - Carlo Zuccari, compositore e violinista italiano († 1792)
- 16 novembre - Jacopo Belgrado, matematico, fisico e astronomo italiano († 1789)
- 19 novembre - Richard Pococke, vescovo anglicano, viaggiatore e antropologo inglese († 1765)
- 24 novembre - Carlotta Guglielmina di Anhalt-Bernburg-Schaumburg-Hoym, nobile († 1766)

## Dicembre(3)
- 3 dicembre - Joseph François Parrocel, pittore e incisore francese († 1781)
- 3 dicembre - Antonio Vendettini, storico italiano († 1781)
- 8 dicembre - Anton de Haen, medico olandese († 1776)

## Senza giorno specificato(27)
- Stanisław Lubomirski, nobile e politico polacco († 1793)
- Tahmasp II, sovrano persiano († 1740)
- William Ponsonby, II conte di Bessborough, filantropo britannico († 1793)
- Giuseppe Antignati, scultore italiano († 1778)
- Eugene Aram, filologo classico inglese († 1759)
- Giuseppe Bianchini, scrittore e storico italiano († 1764)
- Giulio Cesare Cordara, gesuita e storico italiano († 1785)
- Niccolò Franchini, pittore e restauratore italiano († 1783)
- David ben Naphtali Fränkel, rabbino e religioso tedesco († 1762)
- Thomas Godfrey, ottico e inventore statunitense († 1749)
- Johann Jacob Haid, incisore tedesco († 1767)
- Jane Hamilton, nobildonna scozzese († 1753)
- Charles Knowles, I baronetto, ammiraglio britannico († 1777)
- Serviliano Latuada, presbitero, scrittore e storico italiano († 1764)
- Guillaume Le Blond, matematico francese († 1781)
- Cristoforo Manna, compositore italiano
- Benjamin Martin, linguista e lessicografo britannico († 1782)
- Antonio Martinelli, compositore italiano († 1782)
- Giuseppe Francesco Morozzo della Rocca, nobile italiano († 1767)
- Józef Pułaski, giurista polacco († 1769)
- Francesco Queirolo, scultore italiano († 1762)
- John Wood il Vecchio, architetto britannico († 1754)
- Louis Georges Érasme de Contades, generale francese († 1795)
- Gutierre de Hevia y Valdés, ammiraglio spagnolo († 1772)
- Muhsinzade Mehmed Pascià, politico ottomano († 1774)
- Thomas Hope, banchiere olandese († 1779)
- Ludwig von Kahlen, militare danese († 1774)